# Матяшовка (Винницкая область)
Матяшовка (укр. Матяшівка) — посёлок, входит в Литинский район Винницкой области Украины.
Население по переписи 2001 года составляло 266 человек. Почтовый индекс — 22320. Телефонный код — 4347. Занимает площадь 0,084 км². Код КОАТУУ — 522487004.

## Местный совет
22320, Вінницька обл., Літинський р-н, с. Уладівка, вул. Леніна, 3